# Aleksandr Alekseevič Moiseev
Aleksandr Alekseevič Moiseev (in russo Александр Алексеевич Моисеев?; Borskoe, 16 aprile 1962) è un ammiraglio russo, Eroe della Russia e comandante in capo della marina militare russa dal 2024. Nei suoi quarant'anni di servizio navale, Moiseev è stato al comando di due flotte russe, responsabile di una parte dell'arsenale nucleare della nazione, fino ad essere nominato alla più alta carica della marina russa, diventando il terzo sommergibilista a ricoprire questo incarico.

## Biografia
Moiseev è nato il 16 aprile 1962 nel villaggio di Borskoe, presso Gvardejsk.

### Carriera militare
Nel 1981 è stato arruolato nell'esercito sovietico, venendo assegnato al Distretto militare degli Urali. Nel 1982 è entrato a far parte della Scuola Navale Superiore di Radio Elettronica "A.S. Popov", diplomandosi nel 1987.
Nel 1994 è stato trasferito all'equipaggio del sottomarino K-18 come assistente senior del comandante per le operazioni di combattimento. In questa posizione, tra luglio e agosto 1994, è stato partecipe alla campagna artica, durante la quale l'equipaggio del sommergibile piantò le bandiere di Sant'Andrea e russa al Polo Nord. Dopo la campagna, fu insignito del suo primo Ordine del coraggio.
Dopo essersi diplomato ai Corsi avanzati di marina, dal 1995 ha prestato servizio come assistente senior del comandante del K-117 e poi dal 1997 come comandante del secondo equipaggio del sottomarino K-407. Mentre era comandante del K-407, ha supervisionato il lancio dello Štil'-1 dal Mare di Barents.
Dal 2003 è stato vice comandante, poi capo di stato maggiore della 31ª Divisione sommergibili, che comprendeva tutti i sottomarini missilistici nucleari strategici della Flotta del Nord. Nello stesso anno si è laureato con lode presso l'Accademia navale "N.G. Kuznecov" di San Pietroburgo. Nel 2007 è stato nominato comandante della 31ª Divisione.
Dopo essersi diplomato all'Accademia Militare dello Stato Maggiore russo, dal giugno 2011 ha prestato servizio come vice comandante e successivamente, dall'aprile 2012, comandante delle forze sommergibili della Flotta del Nord.
Dal 5 aprile 2016 è stato primo vice comandante e capo di stato maggiore della Flotta del Nord.
Il 22 novembre 2017 è stato nominato vice capo di stato maggiore delle forze armate della Federazione Russa. Dal 14 maggio 2018 ha prestato servizio come comandante ad interim della Flotta del Mar Nero della Marina russa, venendo ufficializzato il giugno successivo.
Il 16 febbraio 2019, Moiseev è stato uno dei sette ufficiali russi ad essere accusati dagli investigatori del Servizio di sicurezza dell'Ucraina di essere coinvolti in "azioni militari aggressive", in relazione all'incidente dello stretto di Kerč' del novembre 2018. L'8 maggio 2019, il ministro della difesa russo Sergej Šojgu ha annunciato la nomina ufficiale di Moiseev a comandante della Flotta del Nord, dopo il decreto del 3 maggio del presidente russo Vladimir Putin, succedendo a Nikolaj Evmenov.
Moiseev è stato promosso al grado di ammiraglio nel 2020.
Il 2 aprile 2024, Moiseev è stato ufficializzato come comandante in capo della Marina militare russa dal ministro Šojgu.

## Sanzioni
Nel febbraio 2024, l'Unione Europea ha imposto sanzioni all'ammiraglio in quanto partecipe alle azioni e politiche che minano e minacciano l'integrità territoriale, la sovranità e l'indipendenza dell'Ucraina.